# Eric Schroth

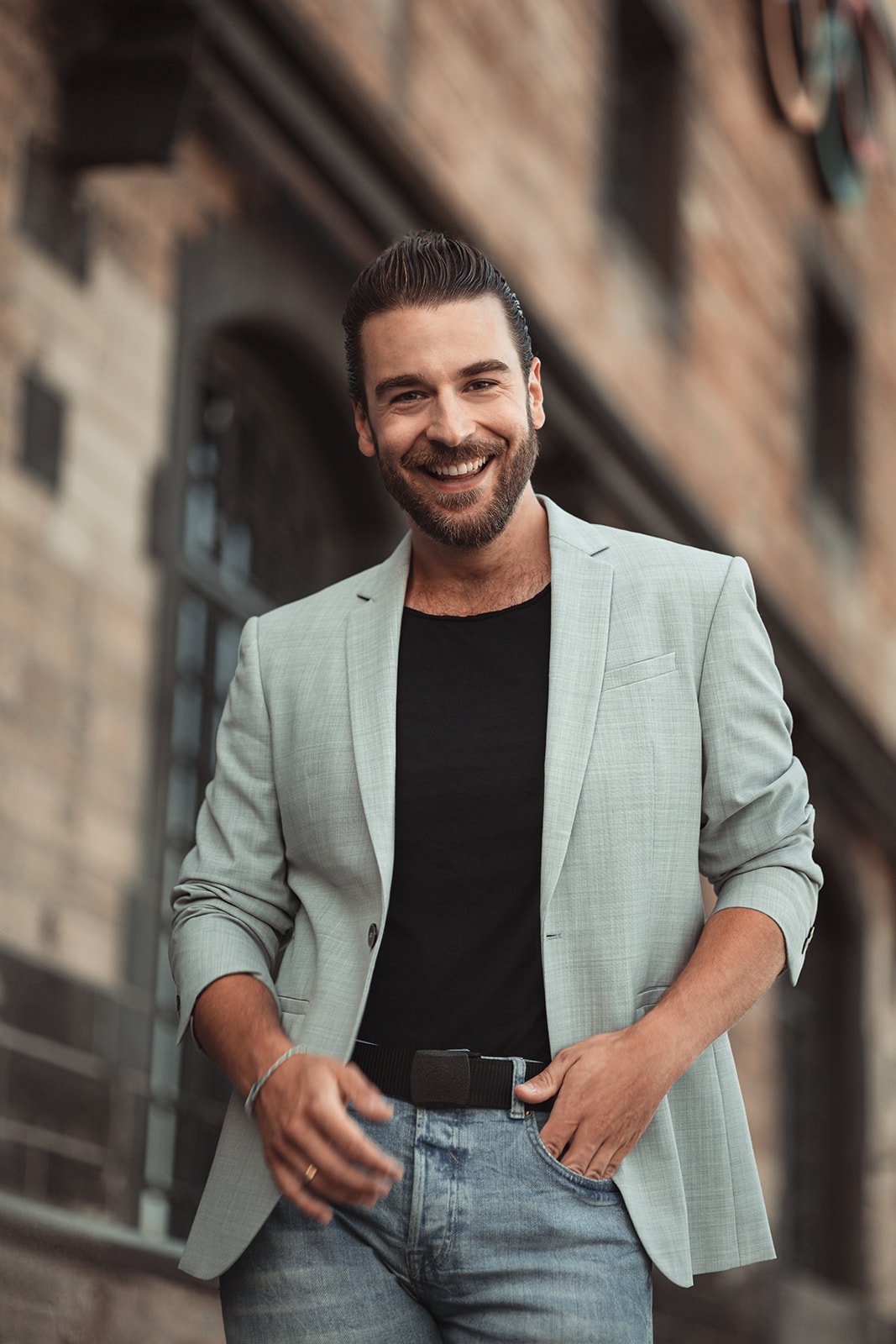
Eric Schroth, 2021

Eric Schroth (* 22. März 1990 in Worms) ist ein deutscher Moderator, Entertainer, Innenarchitekt und Hochzeitsplaner.

## Leben
Schroth ist jüngeres von zwei Geschwistern und übernahm mit neun Jahren seine erste Hauptrolle im Theaterstück Der kleine Vampir, bevor er im Alter von 11 Jahren an der Seite von Mario Adorf und Maria Schrader im Ensemble der Nibelungenfestspiele Worms unter der Regie von Dieter Wedel zu sehen war. Hier erzählte er im Rahmen der Festspiele in der Inszenierung Was davor geschah, an der Seite von André Eisermann, die Geschichte des Sagenheldes Siegfried in Begleitung des Jugendorchesters Worms.
2003 zog Schroth mit seiner Mutter in deren Heimatstadt Köln. Dort sammelte er erste Moderationserfahrungen im Kinder- und Jugendcircus Radelito und war regelmäßig als Moderator zu sehen. In den Jahren 2004 und 2005 war er Teil des Tour-Ensembles des Circus Roncalli für die Produktion der Höhner Rockin Roncalli Show.
Ab einem Alter von 15 Jahren übernahm Schroth die Regie für Jugendcircus-Produktionen in Köln. 2007 wurde er mit 17 Jahren Regieassistent von Regisseur Lutz Weber am Prinzregententheater in München.
Im Jahr 2010 absolvierte Schroth sein Abitur an der Willy-Brandt Gesamtschule in Köln. Im selben Jahr begab er sich zu Fuß auf eine 1000 km lange Reise auf dem Jakobsweg. Im Anschluss daran machte Schroth ein freiwilliges soziales Jahr Kultur. In dieser Zeit konzipierte er die Kinder- und Jugendshow Shayaborana – gemeinsam mit der Kinder-Rockband Pelemele und dem Circus Radelito.
Schroth begann 2011 ein Studium der Kunst, Germanistik und Bildungswissenschaften für gymnasiales Lehramt an der Universität zu Köln. Dieses beendete er nach 5 Semestern und startete 2013 bei der Produktionsfirma UFA Show & Factual als Redakteur und Casting-Betreuer. Unter dem Synonym „Anmeldeboy“ war er Backstage-Gesicht der Sendung Deutschland sucht den Superstar (DSDS). In dieser Rolle war er 4 Jahre lang zu sehen. Parallel dazu eröffnete Schroth 2015 seine Agentur Glücksfaktor mit der er Hochzeiten plante und designte.
2016 plante Schroth im Rahmen der Fernsehsendung Daniela Katzenberger und Lucas im Hochzeitsfieber die Traumhochzeit von Daniela Katzenberger und Lucas Cordalis. Im selben Jahr war er auch als Eventplaner in der Fortsetzung Daniela Katzenberger und Lucas im Weihnachtsfieber zu sehen. 2017 moderierte Schroth gemeinsam mit Daniela Katzenberger die RTL Zwei-Show Traumhochzeit zum Schnäppchenpreis.
Seit 2019 arbeitet Schroth für RTL+ und trifft die Stars der Shows, Serien und Sendungen. Er gewährt Backstage-Einblicke in die Produktion von RTL und RTL+.
Im Jahr 2020 moderierte Schroth die Online-Live-Sendung Die ¼ Stunde davor! zur Fernsehsendung Ich bin ein Star – Holt mich hier raus! und moderierte die tägliche Zusammenfassung der Sendung Dschungel to go. Von 2019 bis 2021 übernahm Schroth die Moderation des Podcasts zur schwulen Dating-Show Prince Charming. Außerdem ist er als Moderator der Webshow zum RTL-Spendenmarathon – Wir helfen Kindern gemeinsam mit Cornelius Strittmatter zu sehen.
2020 moderierte er Deutschlands erstes Streaming-Magazin TVNOW – Das Magazin. Für RTL Zwei moderierte er gemeinsam mit Alexandra Maurer die Livesendung Deine Hochzeit Live. Für RTL+ Musik übernahm Schroth die Moderation des DSDS-Podcasts.
Seit 2021 moderierte Schroth Let’s Dance – Der Nähkästchen-Talk. Hier blickte er gemeinsam mit den Zuschauern hinter die Kulissen der Erfolgsshow. Außerdem war Schroth in einer Gastrolle bei Unter uns zu sehen.
Im gleichen Jahr absolvierte Schroth seinen Abschluss als Innenarchitekt („Interior Designer“) und Raumgestalter. Neben der Moderation widmet er sich ausgiebig seiner Deko- und Selbstbauleidenschaft. So designte und gestaltete er neben Hochzeiten, Events und Räumen u. a. Showsets für RTL+ und RTL.de.
2022 übernahm Schroth die Let’s Dance Backstage Moderation für die online Plattformen des Senders RTL. Außerdem moderierte er die RTL2-Live-Sendung Köln 50667 - die Traumhochzeit von Caro & Daniel live von Mallorca, an der Seite von Aleksandra Bechtel.
Seit 2023 ist Schroth einer der Hosts und Interior Experten der täglichen VOX Sendung Die Dekoprofis.Die Dekoprofis hat bereits 2 erfolgreiche Staffeln. 2025 wird voraussichtlich eine neue 3. Staffel veröffentlicht. Zudem war er Teil der RTL Show 20 Jahre DSDS. Er moderiert Live Shows für die Drogeriekette dm. Außerdem ist Schroth wöchentlich bei Brillux Radio als Interior Experte zu hören.
2024 ist Eric Schroth Teil der ZDF Neo Sendung Love Hunters.

## Privatleben und soziales Engagement
Im Jahre 2005 baute er gemeinsam mit der Kölner Partnerstadt Corinto und dem Circus Radelito das soziale Circusprojekt SOMOS – wir sind! in Nicaragua auf.
Schroth moderiert seit 2012 die Hauptbühne des Cologne Pride und unterstützt mit dieser und weiterer Aktionen die AIDS-Hilfe Köln.
Im Jahre 2018 wurde Schroth zum „Lachbotschafter“ der Wohltätigkeitsaktion „Bad Kreuznach lacht“.
Eric Schroth hat sich 2019 im Rahmen eines Interviews zur ersten Staffel von Prince Charming öffentlich als schwul geoutet.
Eric Schroth wurde 2022 von der „Prout at Work - Foundation“ in der Kategorie „PrOUT in Media Art Culture“ ausgezeichnet.

## Moderation (Auswahl)

### Fortlaufend
- seit 2023 Host / Interior Experte „Die Dekoprofis“ Vox
- seit 2023 Interior Experte Brillux Radio
- seit 2023 Live Show Moderator  dm
- seit 2020 Be Queer – Das Quiz / Bertelsmann
- seit 2019 RTL-Spendenmarathon – Wir helfen Kindern – Die Webshow
- seit 2016 DJ Hitparade mit Uwe Hübner
- seit 2014 SKL Millionen Event
- seit 2012 Cologne Pride – Hauptbühne

### Ehemals / Einmalig
- 2023/24 IKEA „Shop with me“
- 2023 „20 Jahre DSDS“ / RTL
- 2022 Let’s Dance - Backstage Moderator
- 2022  RTL2 - „Köln 50667 - die Traumhochzeit von Caro & Daniel - LIVE“
- 2021–2022 Let’s Dance – Der Nähkästchen-Talk
- 2021 GIGA X-Mas Games - Vodafone
- 2021 Prince Charming – Der Recap „Was bisher geschah“
- 2021 Princess Charming – Der Recap „Was bisher geschah“
- 2021 Das Sommerhaus der Stars – Exclusiv Spezial / RTL
- 2021 Queer-Talk mit Princess Charming Cast – LIVE
- 2021 Deutscher Fernsehpreis 2009 – Die Red Carpet Show / RTL
- 2021 Alles was zählt – Der Fantalk
- 2021 Sankt Maik – Der Livetalk
- 2021 Alarm für Cobra 11 – Das große Finale
- 2020 Deine Hochzeit Live! / RTL Zwei
- 2020 TVNOW – Das Magazin / RTL+
- 2020 Joey Kelly Challenge LIVE / RTL
- 2020 Ich bin ein Star – Holt mich hier raus! – Die 1/4 Stunde davor
- 2020 Ich bin ein Star – Holt mich hier raus! – Dschungel to go
- 2019–2021 Prince Charming – Der Podcast / RTL+
- 2020 DSDS – Geschichten. Legenden. Geheimnisse. / RTL+
- 2019 Ready für den Dschungel – Live-Stream mit Evelyn Burdecki / RTL
- 2019 Der Deutsche Comedypreis – Live vom Red Carpet
- 2019 Bachelor in Paradise – Recap
- 2019 Unter uns – Das Jubiläum-Fan-Fest
- 2018 Auf in den Dschungel mit Matthias Mangiapane / RTL.de
- 2018 Die Dschungelfinalisten / RTL.de
- 2018 What the Jungle mit Ingrid und Klaus / RTL.de
- 2017 Traumhochzeit zum Schnäppchenpreis / RTL Zwei
- 2017 Die 25 … / RTL / Kommentare
- 2016 Daniela Katzenberger mit Lucas im Weihnachtsfieber / RTL Zwei
- 2016 Die 25 … / RTL / Kommentare
- 2016 Daniela Katzenberger mit Lucas im Hochzeitsfieber / RTL Zwei-Hochzeitsplaner
- 2016 KLUB / RTL Zwei
- 2016 RTJ – Turnshow / Duisburg
- 2016–2017 Run of Colours / Aids-Hilfe Köln
- 2016 Circusfest Köln / Köln – Moderation
- 2016 ESC-Fanclub-Treffen / Köln
- 2016 Lange WDR 4 Jeck Nacht / WDR4
- 2014 Jahresvorausblick 2015 / ProSieben
- 2014 Benefizgala „SOMOS – Wir sind“ / Köln
- 2014 Plus Size Fashionshow / Hamburg
- 2013–2016 Deutschland sucht den Superstar / RTL – Anmeldeboy
- 2013 Ladies Night auf bayerisch
- 2013 Dünnwalder Frühling / Köln
- 2013 100-Jahr-Feier Kölner Regatta-Verband e.V.
- 2013 Benefizgala „SOMOS – Wir sind“ / Düsseldorf
- 2012 Jubiläumsgala Circus Radelito
- 2012 The Petits Fours Show / Hamburg – Schmidts Tivoli Theater Stand-Up & Moderation